# نونزیو انگواندا
نونزیو انگواندا (انگلیسی: Nunzio Engwanda؛ زادهٔ ۱ دسامبر ۲۰۰۷) بازیکن فوتبال اهل بلژیک است که در حال حاضر برای باشگاه فوتبال اندرلشت بازی می‌کند.

## دوران ملی
وی همچنین در تیم‌های ملی فوتبال زیر ۱۶ سال و زیر ۱۷ سال بلژیک بازی کرده است.

## دوران باشگاهی
نونزیو انگواندا محصول جوانان اندرلشت است. او اولین قرارداد خود را در تاریخ ۱۹ اوت ۲۰۲۳ امضا کرد. او در تاریخ ۱۱ اوت ۲۰۲۳، در یک باخت ۱–۳ در برابر بیرشات ویلریج، اولین بازی حرفه‌ای خود را انجام داد. در تاریخ ۱۲ ژوئیه ۲۰۲۴، او قرارداد جدیدی تا سال ۲۰۲۷ امضا کرد. او در تاریخ ۱۵ دسامبر ۲۰۲۴، در برابر سنت-ترویدنس، اولین بازی خود برای تیم اول را انجام داد.

## زندگی شخصی
نونزیو انگواندا در بلژیک متولد شده و از تبار کنگویی (جمهوری دموکراتیک) است. برادر او، آلونزو، نیز یک فوتبالیست حرفه‌ای است.